# La Nova Atlàntida
La Nova Atlàntida (The New Atlantis en l'original anglès) és una novel·la utòpica escrita per Francis Bacon i publicada per William Rawley el 1626. Descriu una terra mítica, Bensalem, a la que ell viatja. Narra la descripció que fa un dels seus homes savis del seu mètode per a realitzar invencions. A Bensalem, el matrimoni i la família són la base de la societat i els llaços familiars se celebren en festes esponsoritzades per l'estat.
Els millors i més brillants dels ciutadans de Bensalem pertanyen a un centre d'ensenyament anomenat La Casa de Salomó, on es duen a terme experiments científics segons el mètode baconià d'inducció, amb l'objectiu de comprendre i conquerir la natura per tal de poder aplicar el coneixement obtingut per a la millora de la societat.
A Bensalem, el coneixement és considerat com el més preuat dels seus tresors. És per això que en el passatge més conegut de l'obra es refereixen als investigadors amb els mots: "Aquests són, fill meu, les riqueses de la Casa de Salomó."